# Contea di Pingli
La contea di Pingli (平利县S, Pínglì XiànP) è una contea della Cina, situata nella provincia dello Shaanxi e amministrata dalla prefettura di Ankang.